# Транспорт в Израел
Транспортът на Израел се състои от:
- шосета – 16 хил. км;
- жп линии – 890 км.

Главни пристанища – Ашдод, Хайфа, Ейлат. Международно летище - Тел Авив.
Не е добре развит.